# Niżnij Żyrim
Niżnij Żyrim (ros. Нижний Жирим) – wieś w Rosji, w Buriacji, w rejonie tarbagatajskim. W 2021 liczyła 470 mieszkańców.